# آلتیرهینوس
آلتیرهینوس (نام علمی: Altirhinus) نام یک گونه از راسته پرنده‌کفلان است.